# Felix M. Warburg

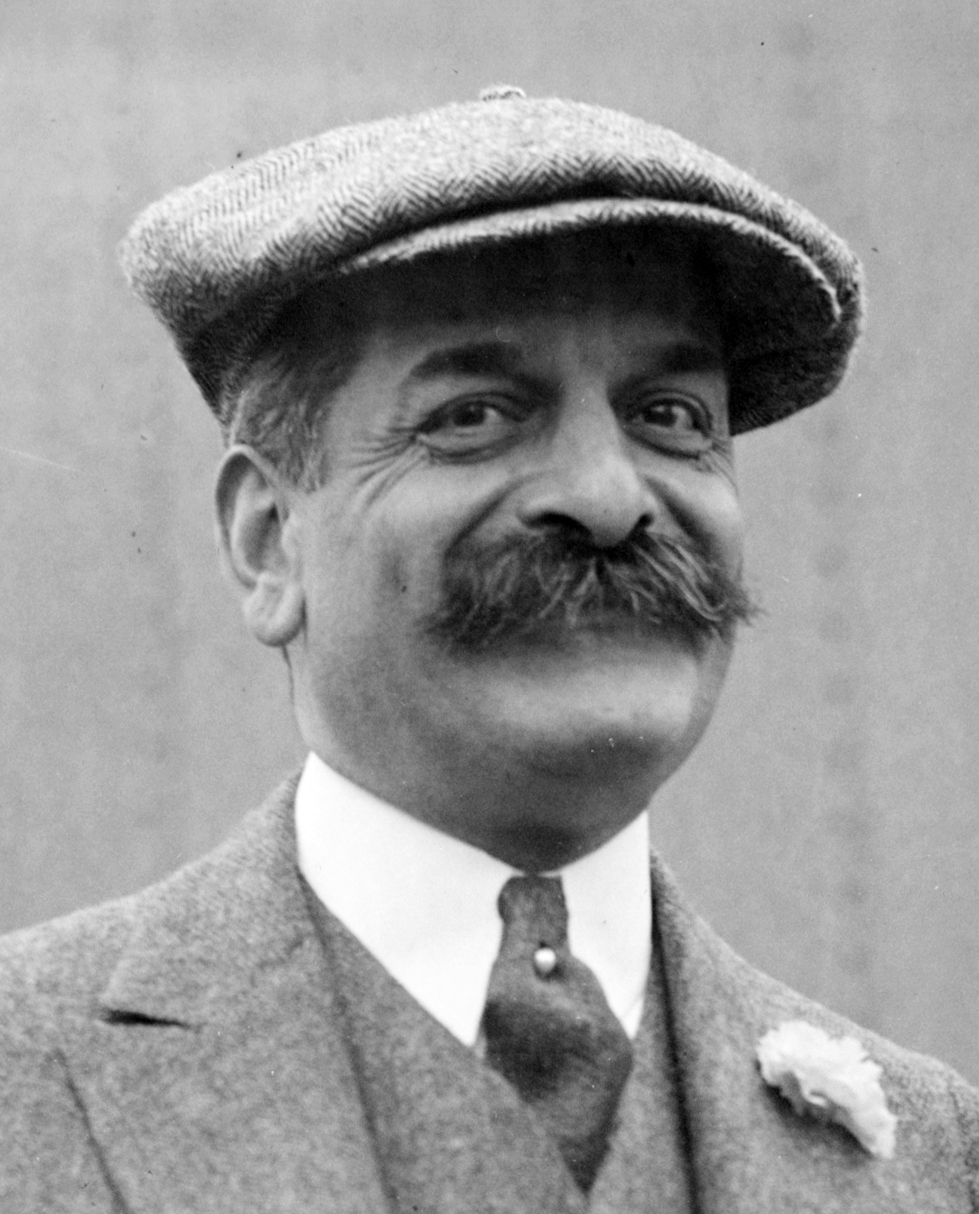
Felix Moritz Warburg

Frieda Schiff-Warburg, Charlotte Warburg, Felix M. Warburg (1917)

Felix Moritz Warburg (* 14. Januar 1871 in Hamburg; † 20. Oktober 1937 in New York) war ein deutsch-amerikanischer Bankier und Mäzen aus der Hamburger Bankiersdynastie Warburg. Sein ehemaliges Wohnhaus am Central Park an der Upper East Side in New York City beherbergt heute das Jüdische Museum.

## Leben
Felix M. Warburg wurde als vierter von fünf Söhnen in die Familienlinie der am Hamburg-Rotherbaum ansässigen Mittelweg-Warburgs von Moritz M. Warburg und seiner Frau Charlotte Esther Warburg geboren. Sein Vater leitete die familieneigene Hamburger Privatbank M. M. Warburg & CO-Bank in der dritten Generation. Wie seine Brüder Max M. Warburg (1867–1946), Paul M. Warburg (1868–1932) und Fritz M. Warburg (1879–1964) wurde auch Felix ein international bedeutender Bankier. Sein ältester Bruder Aby M. Warburg (1866–1929) wirkte als Kunsthistoriker und war u. a. Gründer des renommierten Warburg Institute in London.

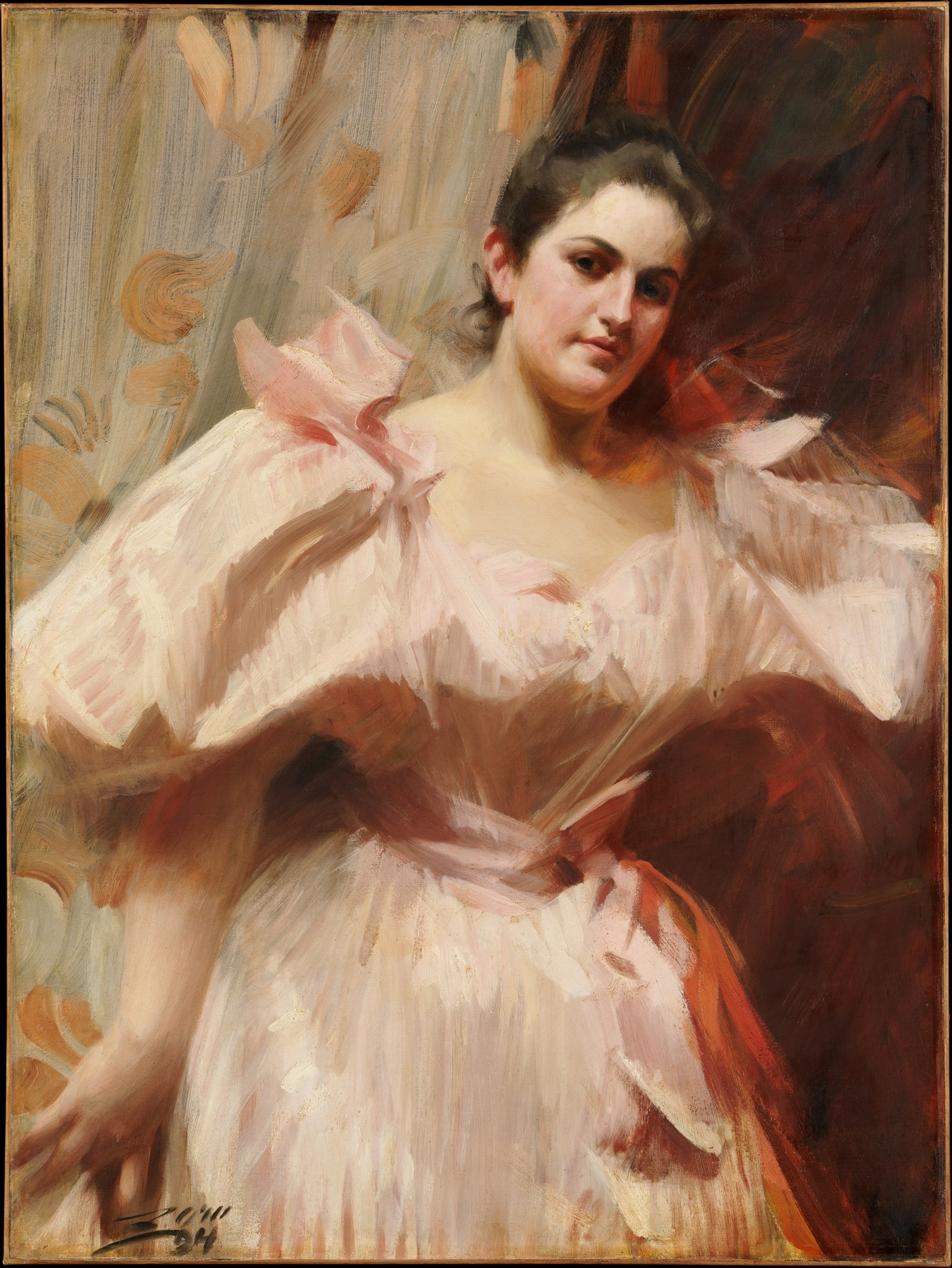
Frieda Schiff 1894, Porträt von Anders Zorn

1894 wanderte Felix M. Warburg in die Vereinigten Staaten aus und wurde Partner bei der führenden Wall-Street-Bank Kuhn, Loeb & Co. in New York City. 1895 heiratete Felix M. Warburg Frieda Schiff (1876–1958), die Tochter seines Seniorpartners Jacob Schiff aus dem Bankhaus Kuhn, Loeb & Co. Das Paar gehörte der Reformsynagoge Temple Emanu El an und hatte eine Tochter und vier Söhne: Felix M. Warburgs einzige Tochter Carola Warburg Rothschild (1896–1987) heiratete den Unternehmer Walter N. Rothschild aus der Rothschild-Dynastie. Der älteste Sohn Frederick M. Warburg (1897–1973) wurde Investmentbanker und wie sein Vater Partner bei Kuhn, Loeb & Co. in New York. Paul Felix Solomon Warburg (1904–1965) entwickelte hochgradig erfolgreiche Fundraising-Methoden für die Federation of Jewish Philanthropies of Greater New York und war aktives Vorstandsmitglied zahlreicher jüdischer Verbände in New York City. Edward Mortimer Morris Warburg (1908–1992) war Kunstliebhaber, Mitbegründer des MoMa, Gründungsvater des amerikanischen Balletts, Mitbegründer der Harvard Society for Contempory Arts, Vize-Vorsitzender des Joint Distribution Committee und US-Vorsitzender des United Jewish Appeal. Gerald Felix Warburg (1902–1971) war ein erfolgreicher Cellist von internationalem Format.
Durch seine Interessen und Verbindungen wurde Felix Warburg, der 1907 die amerikanische Staatsbürgerschaft erhielt, eine Schlüsselfigur der deutsch-jüdischen Elite in der amerikanischen jüdischen Gemeinschaft des frühen 20. Jahrhunderts. Er war ein führendes Mitglied im American Jewish Joint Distribution Committee, das sich die Unterstützung notleidender Juden in Europa nach dem Ende des Ersten Weltkriegs zur Aufgabe gesetzt hatte. Schon 1919 unternahm er eine Erkundungsreise durch Europa und stellte deren Ergebnisse in einem Bericht zusammen, in dem er, wie die New York Times schrieb, darlegte, dass die jüdische Bevölkerung in Osteuropa am stärksten unter den Kriegsfolgen zu leiden hatte.
1925 wurde er zusammen mit Harry Sacher, Chaim Weizmann, Albert Einstein, Martin Buber und Sigmund Freud Mitglied des Board of Governors der eben gegründeten Hebräischen Universität Jerusalem. Ebenso wirkte er in den Aufsichtsgremien der Columbia University und des Jüdischen Seminars in New York sowie des Fogg Art Museums der Harvard University, dessen Hauptsaal 1931 nach ihm benannt wurde. Auch im American Museum of Natural History wurde ein Saal nach ihm benannt, die Felix M. Warburg Memorial Hall of Agriculture, heute Warburg Hall of New York State Environment. Seine umfangreiche Sammlung an europäischen Zeichnungen und Drucken erhielt später das Art Center des Vassar College. Sein privater und geschäftlicher schriftlicher Nachlass ging an die American Jewish Archives in Cincinnati (Ohio).
Im einem Lagebericht des SD-Hauptamts wurde Warburg 1936 als „bekannter Deutschenhetzer“ verunglimpft und als Ehrenpräsident des „American Joint Distribution Committee“ (JDC) benannt und. Laut der YIVO Encyclopedia of Jews in Eastern Europe ist Warburg der erste Vorsitzende der JDC gewesen. Finanzielle Ressourcen des JDC wurden in der Anfangszeit der Organisation primär durch das American Jewish Relief Committee gesammelt und durch wohlhabende „Reformjuden“ wie Warburg verwaltet.
Als Anerkennung seines humanitären Einsatzes erhielt 1939 eine jüdische Siedlung im damaligen Mandatsgebiet Palästina nach ihm den Namen Kfar Warburg.

## Warburg-Haus

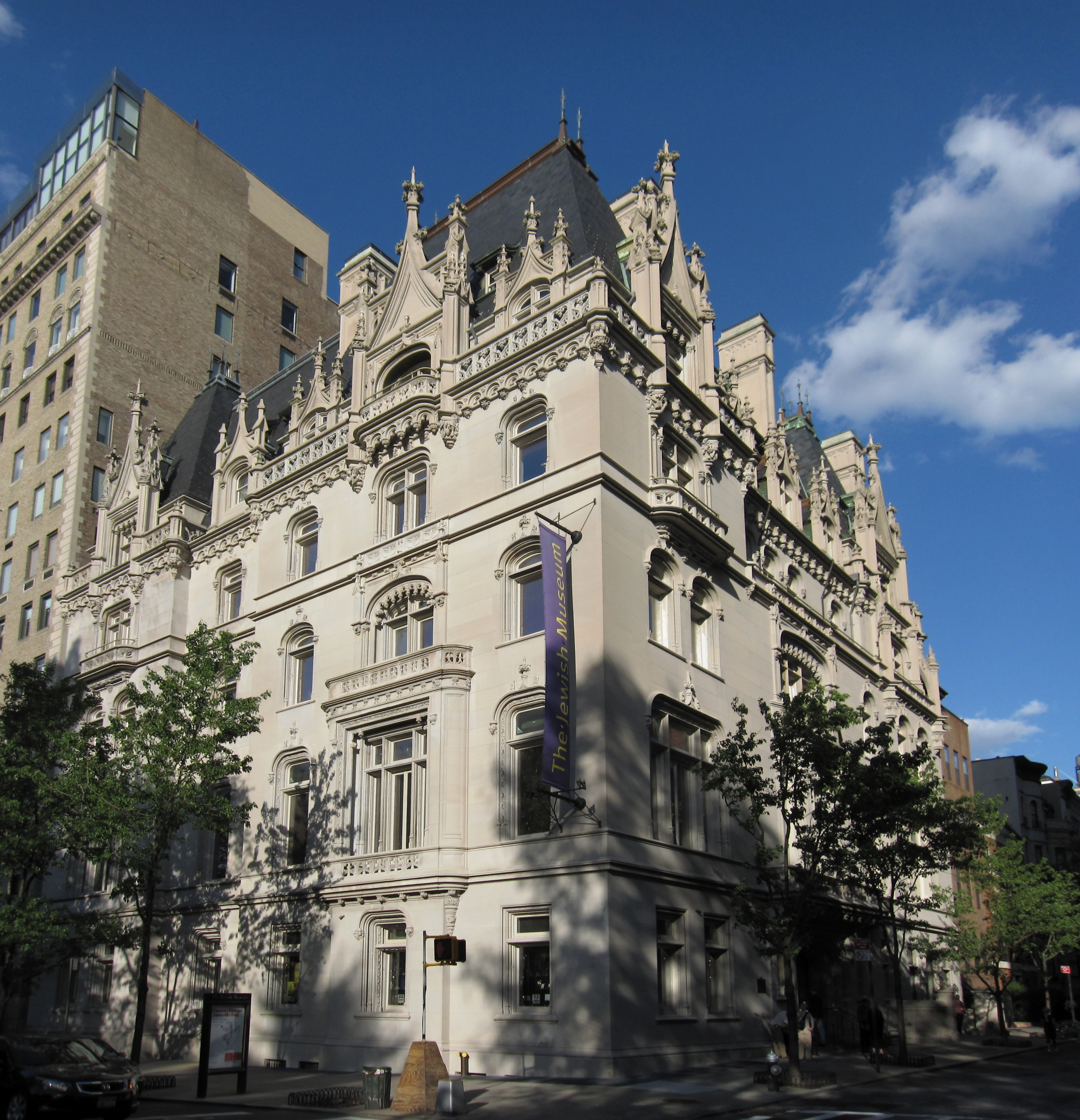
Das Haus von Felix M. Warburg am Central Park

1908 ließen sich Felix und Frieda Warburg durch den Architekten C. P. H. Gilbert ein repräsentatives sechsgeschossiges Haus im neugotischen Stil an der Ecke von Fifth Avenue und East 92nd Street errichten. Nach Felix’ Tod stiftete Frieda Schiff Warburg im Januar 1944 das Gebäude als zukünftigen Sitz des Jüdischen Museums, das 1947 hier eröffnet wurde und bis heute in dem 1963 und 1993 erweiterten Haus in der Mitte der Museum Mile untergebracht ist.